# Referendum costituzionale in Albania del 1994
Il referendum costituzionale in Albania del 1994 si è tenuto il 7 novembre 1994. Agli elettori venne chiesto se approvassero la nuova Costituzione pubblicata il precedente 6 ottobre, che avrebbe conferito maggiori poteri al Presidente della Repubblica d'Albania, carica all'epoca ricoperta da Sali Berisha.
La proposta fu respinta dal 56,38% dei voti validi. L'affluenza alle urne fu dell'84,4%.

## Contesto
Secondo l'articolo 47 della Costituzione transitoria del 1991, per approvare la Costituzione definitiva era richiesta una maggioranza di due terzi in parlamento e un referendum. Tuttavia, il Partito Democratico al potere non aveva più questa maggioranza dopo le varie scissioni interne, cosicché il Presidente della Repubblica Sali Berisha propose direttamente un referendum il 4 ottobre 1994, ai sensi dell'articolo 28, comma 3 della Costituzione transitoria, affinché il parlamento potesse approvare la Costituzione definitiva con una maggioranza semplice secondo il comma 4a. Venne dunque approvata una nuova legge referendaria senza quorum il 6 ottobre 1994, conferendo al presidente questo potere nell'art. 5.
Il presidente Berisha fissò la data del voto referendario con decreto dell'11 ottobre 1994. A seguito di un reclamo dell'opposizione, il 23 febbraio 1995 la Corte costituzionale stabilì che Berisha aveva agito in conformità con l'articolo 3, comma 2 della costituzione provvisoria, secondo il quale decide direttamente il popolo o il parlamento.
I principali punti di discussione nella nuova costituzione erano i poteri del presidente e che i leader politici dovevano aver vissuto nel paese per almeno 20 anni. Inoltre, ci sarebbe stato un referendum costituzionale obbligatorio (art. 130).

## Risultati
| Scelta                                  | voti      | %      |
| --------------------------------------- | --------- | ------ |
| Sì                                      | 699 245   | 43,62  |
| No                                      | 903,630   | 56,38  |
| bianche/nulle                           | 73 958    | –      |
| Totale                                  | 1 676 833 | 100,00 |
| Elettori registrati/affluenza alle urne | 1 985 986 | 84,43  |
| Fonte: Nohlen & Stöver                  |           |        |